# Culicula bimarginata
Culicula bimarginata är en fjärilsart som beskrevs av Walker 1865. Culicula bimarginata ingår i släktet Culicula och familjen nattflyn. Inga underarter finns listade i Catalogue of Life.